# Belocera lanpingensis
Belocera lanpingensis är en insektsart som beskrevs av Chen och Yang 2007. Belocera lanpingensis ingår i släktet Belocera och familjen sporrstritar. Inga underarter finns listade i Catalogue of Life.